# Aragua FC
Aragua FC is een Venezolaanse voetbalclub uit Maracay. De club werd in 2002 opgericht en speelt in de Primera División.

## Bekende (ex-)spelers
- Alex Comas
- José Contreras
- José Salomón Rondón